# 진주시민버스
진주시민버스(晉州市民Bus)는 경상남도 진주시의 시내버스 업체다. 2006년 12월 1일에 사업 면허를 부여 받고 2007년 2월 24일부터 진주시내버스 운행에 참여하였으며, 대한민국에서 4번째이자 진주시에서 2번째 시내버스 노동자 자주관리기업이다.

## 본점 및 지점 현황
- 본사: 경상남도 진주시 판문로 207 (판문동)
- 남부공영차고지 지점: 경상남도 진주시 내동면 신율리 492

## 역사
- 1981년 3월 6일: 삼성교통으로부터 삼화교통 30대가 분리 독립
- 1990년: 삼화교통에서 신일교통으로 상호 변경
- 2006년 7월 21일: 신일교통 노동 조합, 임금 체불에 항의하여 부분 파업 개시
- 2006년 8월 4일: 신일교통 노동 조합, 전면 파업 개시
- 2006년 8월 19일: 신일교통, 부채 청산 못해 최종 부도 처리
- 2006년 10월 13일: 신일교통 사업 면허 취소
- 2006년 12월 1일: 신일교통의 노조원들이 주축이 되어 설립한 진주시민버스가 신규 사업자로 최종 선정
- 2006년 12월 ~ 2007년 2월: 신일교통 시절부터 협력관계였던 삼성교통이 임시로 신규 출고 및 증차한 차량 10대를 진주시민버스 소속 승무원들이 운행
- 2007년 2월 24일: 출범과 함께 30대의 신규 출고 차량으로 운행 개시
- 2007년 3월: 진주시 최초로 자동 변속기 적용 일반 버스 도입
- 2007년 4월 11일: 최초 인가 대수인 73대 등록 완료
- 2007년 10월 25일: 환경부로부터 천연가스(CNG)자동차 보급 최우수 기관으로 선정(2007년 천연가스버스 신차 63대 도입)
- 2011년 12월 13일: 본사 이전(진주시 이현동 7-10 → 진주시 판문동 536-3) 및 구 본사 출발 노선 일부 연장 운행
- 2012년 5월 31일: 제 2대, 3대 이춘태 대표이사 취임
- 2018년 5월 31일: 제 4대, 5대 이강태 대표이사 취임
- 2024년 2월 28일: 제 6대 박상호 대표이사 취임

## 운행 노선
시내/순환 노선에는 타 업체와 함께 공동 배차에 참여하고 있으며, 부산교통, 삼성교통, 부일교통 등과 함께 1달 간격으로 순환하면서 배차에 참여하고 있다.

## 차량
- 자일대우버스: NEW BS106
- KGM커머셜: E-화이버드, 스마트 110
- 현대자동차: 뉴 슈퍼에어로시티, 일렉시티

## 갤러리

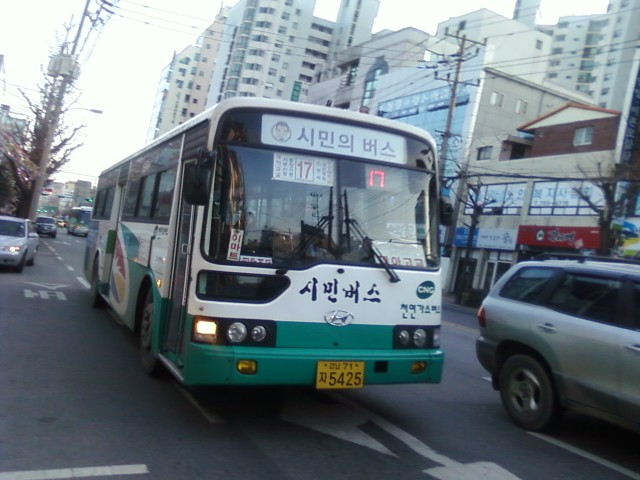
진주시내버스 구 17번